# Helen Duncan
Pour les articles homonymes, voir Duncan.
Victoria Helen McCrae Duncan (25 novembre 1897 - 6 décembre 1956) est une médium écossaise mieux connue pour être la dernière personne à avoir été emprisonnée au Royaume-Uni en vertu de la loi contre la sorcellerie (Witchcraft Act) de 1736. Elle est célèbre pour avoir produit un ectoplasme à base d'étamine,,,. 

## Jeunesse
Victoria Helen MacFarlane est née à Callander, dans le Perthshire le 25 novembre 1897, fille d'Archibald McFarlane, un ardoisier et d'Isabella Rattray. À l'école, elle alarme ses camarades de classe par ses terribles prophéties et son comportement hystérique, à la détresse de sa mère (membre de l'église presbytérienne). Après avoir quitté l'école, elle a travaillé au Dundee Royal Infirmary (en) et en 1916, elle épouse Henry Duncan, un ébéniste et vétéran de guerre blessé, qui soutient ses prétendus talents surnaturels. 

## Carrière de medium
En 1926, elle est passée de clairvoyante à médium en offrant des séances au cours desquelles elle prétend invoquer l'esprit des personnes récemment décédées en émettant un ectoplasme de sa bouche. En 1928, le photographe Harvey Metcalfe assiste à une série de séances chez les Duncan. Au cours d'une séance, il prend diverses photographies au flash de Duncan et de ses prétendus esprits « matérialisés », y compris son guide spirituel « Peggy ». Les photographies prises révèlent que les esprits sont produits de manière frauduleuse, des sortes de poupées fabriquées à partir d'un masque en papier mâché peint drapé dans une vieille feuille. 
En 1931, la London Spiritualist Alliance (LSA) examine les méthodes d'Helen Duncan. Un examen précoce de morceaux d'ectoplasme révèle qu'il est fait d'étamine, de papier mélangé avec du blanc d'œuf et de papier de toilette collés ensemble. L'une des astuces était d'avaler et de régurgiter une partie de son ectoplasme, et, pour prouver la fraude, le comité du LSA lui fait avaler un comprimé de bleu de méthylène avant l'une de ses séances pour exclure toute chance que cette astuce soit utilisée, et finalement, aucun ectoplasme n'apparaît lors de cette séance. Dans un rapport, la commission conclut que « l'ectoplasme est avalé par Mme Duncan à un moment donné avant la séance et par la suite régurgité par elle à des fins d'exposition ». 
Un morceau d'ectoplasme de l'une des premières séances de Duncan est récupéré et mis dans une bouteille d'eau distillée. Il est remis au chercheur psychique Harry Price (en), directeur du Laboratoire national de recherche psychique, qui est à l'origine enthousiasmé par l'échantillon. Cependant, lorsqu'il donne l'échantillon à un chimiste pour analyse, il est découvert qu'il est fabriqué à partir de blanc d'œuf mélangé à des produits chimiques. Price reproduit l'ectoplasme de Duncan avec des substances similaires. 
En 1931, Price paye 50 £ pour effectuer un certain nombre de séances test auprès de Helen Duncan. Elle était soupçonnée d'avoir avalé de l'étamine ensuite régurgitée sous le nom d'ectoplasme,. Price a prouvé, en analysant un échantillon d'ectoplasme produit par Duncan, qu'il était fait d'étamine. Elle réagit violemment aux tentatives de radiographie, fuyant le laboratoire et faisant une scène dans la rue. Selon Price dans un rapport sur la médiumnité de Duncan : 

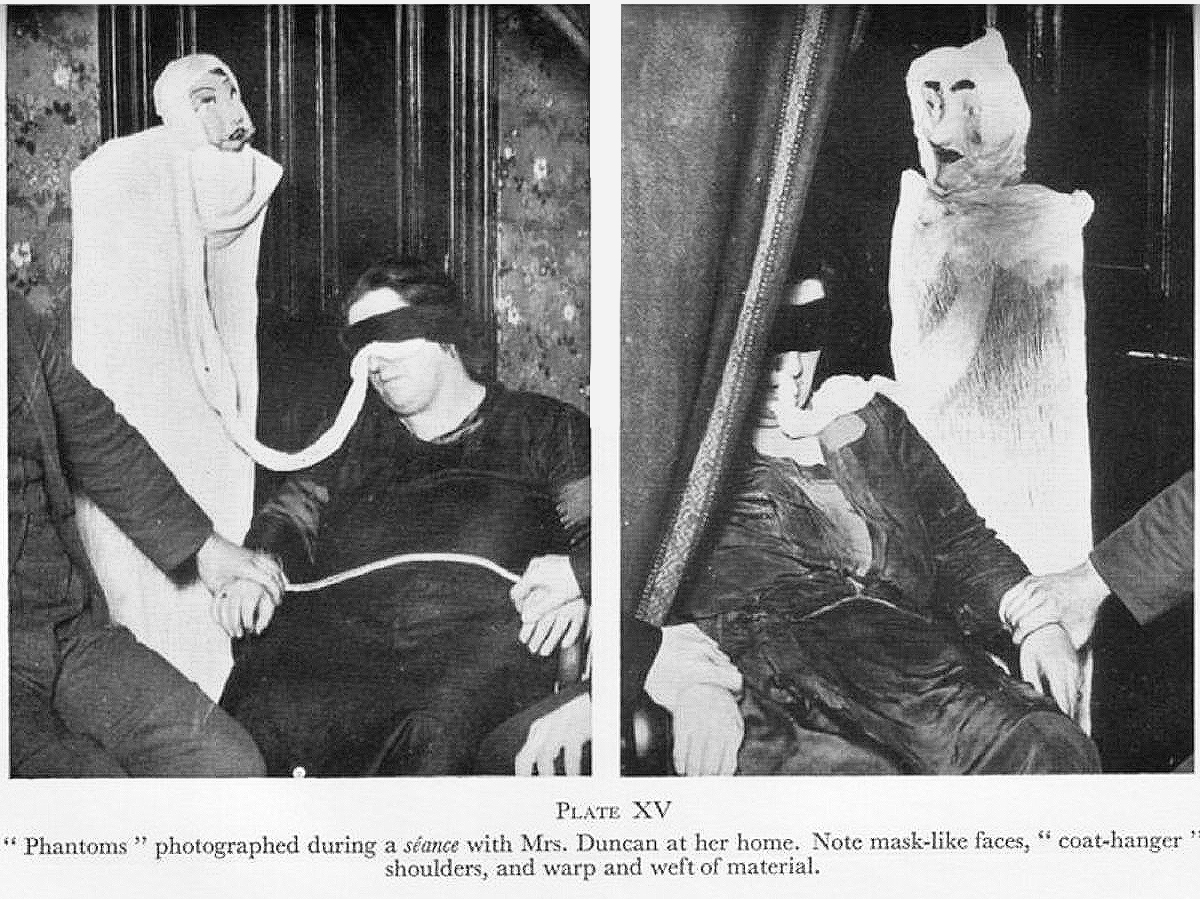
Photographie prise par Harvey Metcalfe lors d'une séance de 1928, révélant Duncan avec des poupées.

Price dans son rapport publie des photographies de Duncan dans son laboratoire qui révèlent de faux ectoplasmes fabriqués à partir de gaze, de gants en caoutchouc et de têtes découpées à partir de couvertures de magazines qu'elle présente à son public comme des esprits,. Le psychologue William McDougall, qui a assisté à deux des séances, qualifie sa performance de frauduleuse dans son intégralité en annexe au rapport. 
À la suite du rapport rédigé par Price, l'ancienne femme de chambre de Duncan, Mary McGinlay, avoue en détail avoir aidé Duncan dans ses tours et son mari admet que les matérialisations de l'ectoplasme étaient le résultat de la régurgitation,. 
Lors d'une séance le 6 janvier 1933 à Édimbourg, une petite fille appelée Peggy émerge dans la salle. Une gardienne nommée Esson Maule l'attrape et les lumières sont rallumées pour révéler que l'esprit est fait de sous-vêtements en jersey. La police est appelée et Duncan est poursuivie et condamnée à une amende de 10 £. Le sous-vêtement utilisé comme preuve qui conduit à la condamnation de Duncan pour médiumnité frauduleuse lors du procès de la Cour du shérif d'Édimbourg le 11 mai 1933. 
Le journal spiritualiste Light approuve la décision du tribunal selon laquelle Duncan a fraudé et soutient l'enquête de Price qui a révélé que son ectoplasme était fait d'étamine. Son mari est également soupçonné d'avoir agi comme son complice en cachant son faux ectoplasme. Elle avait fréquemment des saignements de nez pendant les séances; William Brown suggère que c'était une autre cachette de Duncan pour son faux ectoplasme. 
En 1936, le chercheur psychique Nandor Fodor (en) lui offre de l'argent pour qu'elle soit filmée avec une caméra infrarouge pendant une séance mais elle refuse.

## Naufrage du HMSBarham
Pendant la Seconde Guerre mondiale, en novembre 1941, Helen Duncan tient une séance à Portsmouth au cours de laquelle elle affirme que la matérialisation spirituelle d'un marin lui a dit que le HMS Barham a été coulé. Parce que le naufrage du HMS Barham n'a été révélé, dans la plus stricte confidentialité, qu'aux proches des victimes, et n'a été annoncé au public que fin janvier 1942, la Royal Navy commence à s'intéresser à ses activités. 
Deux lieutenants font partie de son auditoire lors d'une séance le 14 janvier 1944. L'un d'eux est le lieutenant Worth qui après la séance dans laquelle Helen Duncan fait prétendument apparaître sa tante - il n'a pas de tante décédée - puis sa sœur - qui est toujours en vie, prévient la police. Le 19 janvier, elle est arrêtée par des policiers en civil lors d'une séance au moment où un ectoplasme enveloppé de blanc apparaît. Il s'avère que c'est Helen Duncan elle-même, recouverte d'un tissu blanc qu'elle tente de cacher lorsqu'elle est découverte, sans succès. Elle est finalement arrêtée. 
La perte du HMS Barham, torpillé près des côtes égyptiennes le 25 novembre 1941,  a  été tenue secrète pendant un temps mais des lettres de condoléance ont été envoyées aux familles des 861 morts, leur demandant de garder le secret jusqu'à l'annonce officielle. Environ 10 personnes de chaque famille ont donc été informées, donc environ 9 000 personnes au courant du naufrage  - un secret pas très bien gardé. En clair, l'annonce du naufrage s'est répandue ; Duncan l'a simplement appris et a décidé d'en tirer profit.
Une fuite concernant le HMS Barham est ensuite découverte. Un secrétaire du First Sea Lord a été indiscret envers le professeur Michael Postan du Ministère de l'Économie de guerre. Postan dit avoir cru qu'on l'avait prévenu officiellement et n'est pas arrêté. 
Il est constaté que Helen Duncan était en possession de plusieurs faux bérets avec le sigle du HMS Barham. C'est apparemment lié à une manifestation présumée de l'esprit d'un marin mort sur le HMS Barham, bien que Duncan ne sait apparemment pas que depuis 1939, les bandes de chapeau des marins ne portent que le sigle « HMS » et plus le nom de leur navire. Elle est d’abord arrêtée en vertu de l'article 4 de la loi sur le vagabondage de 1824, une infraction mineure jugée par des magistrats. Les autorités considèrent que l'affaire est plus grave et découvrent finalement l'article 4 de la loi de 1735 sur la sorcellerie, couvrant les activités « spirituelles » frauduleuses, qui peuvent être jugées devant un jury. Ernest et Elizabeth Homer, qui exploitent le centre psychique de Portsmouth, et Frances Brown, qui est l'agent de Duncan, l'accompagnent. Il y a sept chefs d'accusation, deux de complot en vue de contrevenir à la loi sur la sorcellerie, deux d'avoir obtenu de l'argent sous de faux motifs, et trois de méfait public selon la common law. L'accusation peut s'expliquer par l'humeur de suspicion qui prévaut à l'époque : les autorités craignent qu'elle ne puisse continuer à révéler des informations classifiées, quelle que soit sa source. On craint également qu'elle exploite les personnes récemment endeuillées, comme l'a noté le greffier lors de la condamnation. 
Le procès de Duncan pour sorcellerie frauduleuse est une cause célèbre mineure en temps de guerre à Londres. Alfred Dodd, historien et franc-maçon, déclare être convaincu qu'elle était une véritable médium. Le procès est compliqué par le fait qu'un raid de la police sur la séance à Portsmouth, conduisant à l'arrestation d'Helen Duncan, n'a fourni aucune preuve matérielle de d'utilisation frauduleuse de mousseline, et est donc entièrement basé sur des dépositions de témoins, dont la majorité nient tout acte répréhensible. Duncan est empêchée par le juge de démontrer ses prétendus pouvoirs dans le cadre de sa défense et le jury rend finalement un verdict de culpabilité pour le premier chef d'accusation avant que le juge ne les dispense de rendre des verdicts sur les autres, car il conclut qu'il s'agissait d'infractions alternatives pour lesquelles Duncan aurait pu être déclarée coupable si le jury l'avait acquittée du premier chef. Elle est emprisonnée pendant neuf mois, Brown pendant quatre mois et les Homers doivent payer une amende. Après le verdict, Winston Churchill écrit une note de service au ministre de l'Intérieur Herbert Morrison, se plaignant de l'utilisation abusive des ressources judiciaires sur les « tromperies obsolètes » de l'accusation.

## Abrogation de la loi sur la sorcellerie

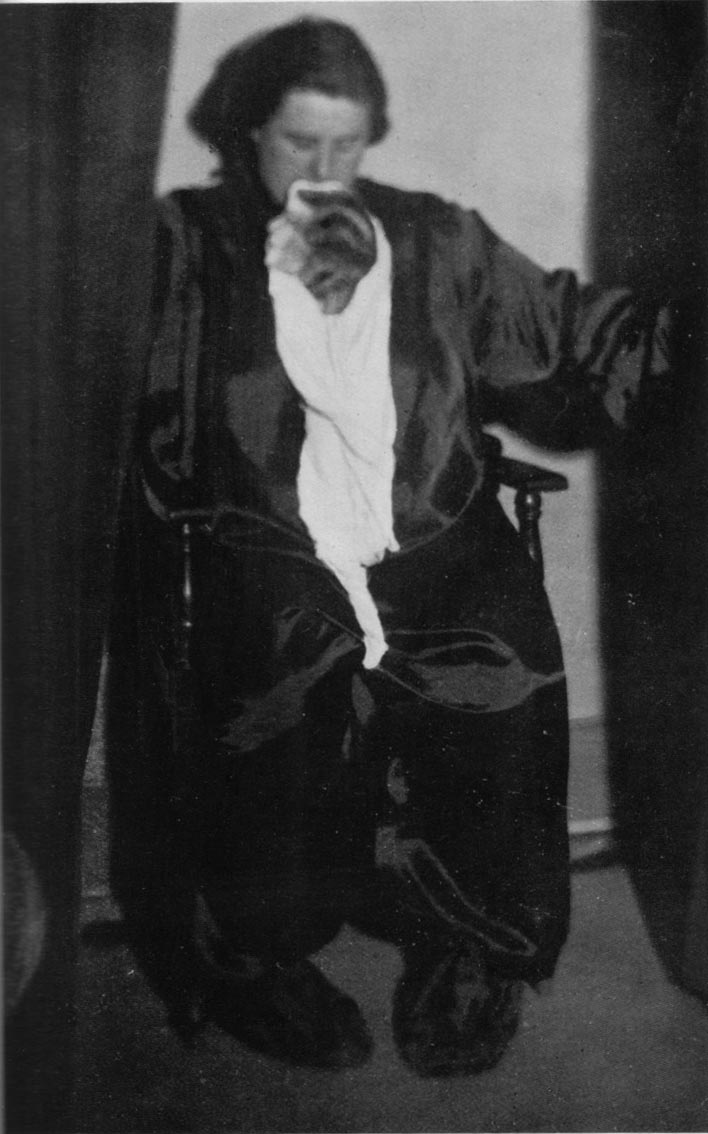
Duncan avec un faux ectoplasme en étamine et un visage découpé dans un magazine.

En 1944, Duncan est l'une des dernières personnes condamnées en vertu de la loi de 1735 sur la sorcellerie, qui fait de clamer faire apparaître des esprits un crime. Elle est condamnée à neuf mois de prison et une fois reconnue coupable, elle crie : « Je n'ai rien fait ; y a-t-il un Dieu, ? ». 
À sa libération en 1945, Helen Duncan promet d'arrêter de conduire des séances, mais elle est arrêtée une nouvelle fois en 1956. Elle meurt chez elle à Édimbourg peu de temps après. Le procès de Duncan a presque certainement contribué à l'abrogation de la loi sur la sorcellerie, qui figurait dans la Fraudulent Mediums Act 1951 (en) promue par Walter Monslow, député travailliste de Barrow-in-Furness. La campagne pour abroger la loi est largement menée par Thomas Brooks, un autre député travailliste, qui était aussi spirite. La condamnation initiale de Duncan est toujours valable, et elle a fait l'objet d'une campagne pour l'annuler,.

## Mort
Contrairement à ce que certains spirites ont écrit, la mort de Duncan n'a rien d'étrange ou d'inhabituel et cela n'était pas dû au fait que sa « transe » a été dérangée par la police. Les dossiers médicaux de Duncan montre qu'elle a une mauvaise santé et dès 1944, elle est décrite comme une femme obèse qui bouge lentement car elle souffre de troubles cardiaques. 

## Héritage
Après sa mort, Duncan est citée dans des livres paranormaux et parapsychologiques comme un exemple de médium frauduleux. Cependant, elle a toujours des partisans parmi la communauté spirite. À ce sujet, Jenny Hazelgrove note : 
Ses opposants condamnent son don de médium tandis que ses partisans choisissent la position inverse. Tous les aspects problématiques de son don de medium - l'ectoplasme en pâte de bois, les draps 'ectoplasmiques' en étamine - sont dissimulés par ses partisans le but de produire une version idéalisée de sa vie et de son don de médium.
Le chercheur en psychologie Simeon Edmunds note aussi que les spiritualistes ont une tendance à ignorer les preuves de fraude dans l'affaire Duncan. Il critique la presse spirite comme Psychic News pour ses reportages biaisés et ses informations déformées. L'écrivain scientifique Mary Roach dans son livre Spook: Science Tackles the Afterlife (2007) mentionne favorablement les méthodes de Price pour démystifier Duncan comme médium frauduleux. 
Inspiré par son héritage, le groupe de heavy metal de la nouvelle vague britannique Seventh Son enregistre et publie une chanson The Last Witch In England en 2009, décrivant sa vie et sa « prédiction » du naufrage du HMS Barham. 
L'enquête navale et le procès qui suivent sont présentés sous forme de pièce radiophonique. The Last Witch Trial de Melissa Murray, avec Joanna Monro dans le rôle de Duncan et Indira Varma en tant qu'enquêtrice, est diffusé par la BBC Radio 4 le 4 juin 2010. 
Les descendants et les partisans de Duncan ont fait campagne à plusieurs reprises pour la faire gracier à titre posthume des accusations de sorcellerie. Les demandes de grâce posthume ont été rejetées par le Parlement écossais en 2001, 2008 et 2012. Les partisans de Duncan maintiennent un site Web et une pétition en ligne où ils continuent de faire campagne pour son pardon.